# Ranier (Minnesota)
Pour les articles homonymes, voir Ranier.
Ranier est une localité du comté de Koochiching, au Minnesota (États-Unis). D'après le recensement des États-Unis de 2010, sa population s'élève à 145 habitants.
Ranier est située à l'est des International Falls, le long de la MN 11, en face de Fort Frances, qui est située de l'autre côté de la rivière.

## Géographie
Selon le Bureau du recensement des États-Unis, la ville couvre une superficie de 0,14 milles carrés (0,36 km2).
La rivière à la Pluie et le Lac à la Pluie se rencontrent à Ranier.